# 国際リバタリアン党連盟
国際リバタリアン党連盟（こくさいリバタリアンとうれんめい、英語：International Alliance of Libertarian Parties）は、リバタリアニズムを標榜するリバタリアン党などの政党による国際組織である。

## 概要
加盟政党はリバタリアニズムが党の方針であり、名称を「リバタリアン党」と名乗る場合が多い。

### 加盟政党[1]
- オーストラリア - 自由民主党 (オーストラリア)（英語版）
- ベルギー - リバタリアン党 (ベルギー)（フランス語版）
- カナダ - カナダリバタリアン党（英語版）
- コロンビア - リバタリアン党 (コロンビア)
- チェコ - 自由市民党（英語版）
- フランス - リバタリアン党 (フランス)
- ドイツ - 理性の党
- イタリア - リバタリアン運動 (イタリア)（英語版）
- コートジボワール - 自由と民主主義のための共和国（フランス語版）
- オランダ - リバタリアン党 (オランダ)（英語版）
- ノルウェー - 資本主義党（英語版）
- ポーランド - 自由 (ポーランドの政党)（英語版）
- ポルトガル - リバタリアン党 (ポルトガル)
- ロシア - ロシアリバタリアン党（英語版）
- スコットランド - スコットランドリバタリアン（英語版）
- 南アフリカ共和国 - 南アフリカリバタリアン党（アフリカーンス語版）
- スペイン - リバタリアン党 (スペイン)（英語版）
- スウェーデン - 古典的自由党（英語版）
- スイス - スイス独立党アップ!（英語版）
- イギリス - リバタリアン党 (イギリス)（英語版）
- アメリカ合衆国 - リバタリアン党 (アメリカ)

## 歴史
2015年3月6日にイギリスのボーンマスで発足した。当初参加したのは10政党であった。